# فيتور برونو
فيتور برونو هو لاعب كرة قدم برتغالي في مركز الدفاع، ولد في 13 يناير 1990 في فيلا دو كوندي في البرتغال. لعب مع سي إف آر كلوج ونادي بوافيشتا ونادي ريبيراو.

## وصلات خارجية
- فيتور برونو على موقع قاعدة بيانات كرة القدم.إي يو (الإنجليزية)
- فيتور برونو على موقع Soccerway.com (الإنجليزية)
- فيتور برونو على موقع عالم كرة القدم.نت (الإنجليزية)
- فيتور برونو على موقع AS.com (الإسبانية)